# Jean Canavaggio
Jean Canavaggio (23 de julio de 1936-21 de agosto de 2023) fue un hispanista y cervantista francés.

## Biografía
Antiguo alumno de la Escuela Normal Superior de Rue Ulm, adquiere la condición de agregé de español en 1960, y se doctora en letras. Es catedrático de Literatura Española en la Universidad de París X Nanterre. Antiguo rector de la Casa de Velázquez, ha dirigido la edición de las Obras Completas de Cervantes para la famosa editorial Gallimard de París y editado él mismo algunas de sus obras, como Los baños de Argel y sus Entremeses; es un gran especialista en su teatro. Dirigió una Histoire de la littérature espagnole (Paris: A. Fayard, 1993-1994) que fue traducida al español (Barcelona: Ariel, 1994-1995). Son numerosos los estudios publicados por él en volúmenes colectivos y revistas especializadas. 
Pertenece a la Société des hispanistes de l'Enseignement supérieur, la Asociación Internacional de Hispanistas, la Asociación Internacional del Siglo de Oro y la Asociación Internacional de Teatro Español y Novohispano de los Siglos de Oro (AITENSO).
Desde 1999 es miembro correspondiente de la Real Academia de la Historia de Madrid. En 2017 recibió la Gran Cruz de Alfonso X el Sabio.

## Obras
- Miguel de Cervantes, Los baños de Argel; estudio preliminar, edición y notas de Jean Canavaggio. Madrid: Taurus; 1984.
- Cervantès. París: Editions Mazarine; 1986; traducido al español como Cervantes. Madrid: Espasa-Calpe; 1987.
- Cervantes: en busca del perfil perdido. Madrid: Espasa-Calpe;
- Cervantes, entre vida y creación. Alcalá de Henares (Madrid): Centro de Estudios Cervantinos. 2000. ISBN 9788488333414.
- Cervantes dramaturge: Un théâtre à naître París: Presses Universitaires de France, 1977
- Comedia de los amores y locuras del conde loco Morales; édition commentée d'un manuscrit inédit par Jean Canavaggio. Paris: Centre de Recherches Hiapaniques, 1969
- Don Quijote, del libro al mito, Pozuelo de Alarcón (Madrid): Espasa Calpe, 2006
- Miguel de Cervantes, Entremeses; estudio preliminar, edición y notas de Jean Canavaggio. Madrid: Taurus, 1988
- Un mundo abreviado: aproximaciones al teatro áureo, Madrid: Iberoamericana; Frankfurt am Main: Vervuert, 2000.
- Jean Canavaggio, ed. (1995). Historia de la literatura española. El siglo XVII. Editorial Ariel. ISBN 9788434474567.
- Jean Canavaggio, ed. (1999). La invención de la novela. Casa de Velázquez. ISBN 9788486839826.
- Jean Canavaggio, ed. (1995). La comedia. Casa de Velázquez. ISBN 9788486839567.

## Premios y distinciones
- Beca Goncourt por su biografía de Cervantes (1986).
- Premio Ciudad de Alcalá de las Artes y las Letras (2005).
- Gran Cruz de la Orden de Alfonso X el Sabio (07/10/2016).[4]